# 대한민국의 항공

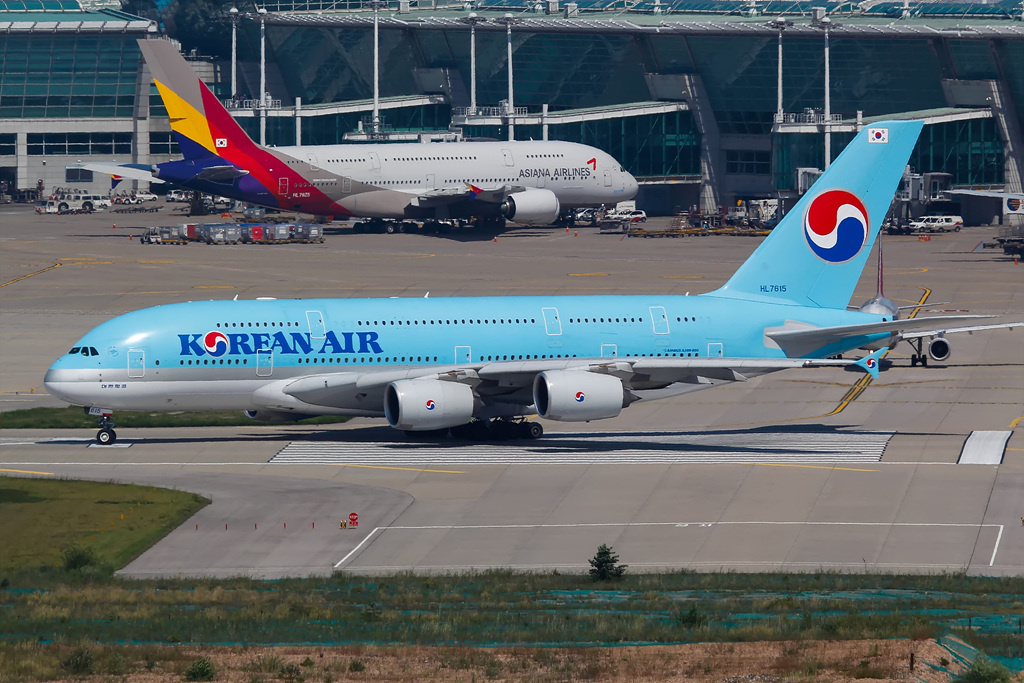
대한항공과 아시아나항공의 에어버스 A380

이 문서에서는 대한민국의 항공 교통에 대해 설명한다. 대한민국에는 8개의 국제공항과 7개의 국내공항이 국내외 항공 교통을 담당하고 있다. 현재 대한항공과 아시아나항공 외에도 제주항공, 이스타항공, 진에어, 에어부산 등 많은 저가항공사들이 속속 등장하고 있다.

## 역사
한국에서 비행기가 첫 선을 보인 것은 1913년 일본 해군 기술장교 나라하라 산지가 용산의 조선군 연병장에서 자신이 만든 "나라하라 4호" 비행기로 공개 비행행사를 가진 것이다. 비록 겨우 떴다 내리는 정도였지만 한국 최초의 비행으로 기록됐다. 이후 1914년에는 다카소가 그 뒤를 따랐다. 1916년 일본인 오자키는 용산 육군비행장에서 유료 비행대회를 개최하였고, 1917년 미국인 아트 스미스가 여의도 착륙장 상공에서 적색 커티스기로 2회의 곡예비행을 단행하였다. 한국인 조종사가 최초의 비행을 한 것은 안창남이 1922년 12월 10일 뉴포트 15형 단발쌍엽 1인승 비행기인 "금강호"로 여의도에서 5만여 명의 관중이 지켜보는 가운데 여의도 간이비행장을 이륙하여 남산을 돌아 창덕궁 상공을 거쳐 서울에 착륙하는 역사적인 모국 방문 비행행사를 가진 것이 처음이다. 1925년 권기옥이 중국 운남여학교 제1기생으로 졸업, 비행사 자격을 취득하여 한국 최초의 여성 비행사가 탄생하였고, 1926년 이기욱가 서울에 경성항공사업사를 설립하여 최초의 민간항공이 등장하였다. 비행기로 상업적 운송을 목적으로 한 항공사는 일본항공으로, 1926년 한국영토를 경유하는 오사카 -다롄 간 일본 최초의 국제 항공노선을 운항하였고, 1929년 4월 1일에는 한국 최초로 한국을 기착하는 민간항공노선을 개설하여 우편물과 화물을 수송하였다. (도쿄-후쿠오카-대구-서울-평양-신의주-다롄 간 매일 1회 왕복 운항, 약 2064km) 그리고, 서울-울산 간 단독노선이 1929년 6월 21일에 처음 개설되었다. 1932년에는 만주항공이 봉천-신의주 노선에 취항했고, 그 후 일본항공수송과 대일본항공이 한국내 여러 도시를 운항하였다.
광복 후, 한국에서는 1948년 10월에 민간항공회사인 주식회사 대한국민항공사(Korea National Airlines, 약칭 KNA)가 창설되어 1949년 2월 1일에 서울-강릉, 서울-광주-제주, 서울-옹진 간 국내선 노선을 운항하였다. 1953년 이후 국제선을 개설하여 운행하였다. 1949년에는 미국의 노스웨스트 항공사가 시애틀-도쿄-서울 노선에 주 2회 취항하게 되었다. :5 KNA의 창랑호(DC3)가 1958년에 납북되었고, 이후 KNA는 경영 악화로 사장 신용욱이 1962년 여의도비행장이 보이는 곳에서 자살하고 만다. 1960년 한진상사는 한국항공(Air Korea)를 설립하고, 국제선 정기노선 취항을 목표로 콘베어 240 1대를 도입하였다. 한편, KNA는 그후에도 적자운영을 탈피하지 못하다가, 1962년 3월 26일에 제정 및 같은 날 시행된 대한항공공사법(법률 제1040호)에 의하여 KNA는 1962년 12월 30일부로 항공법에 의하여 문을 닫았다. 그리고, 교통부는 1962년 12월 1일부터 대한항공공사로 하여금 국내 항공 노선을 담당케 하였다. 대한항공공사법에 의한 대한항공공사는 정부출자의 국영항공사로서 1967년 7월에 설립되어 DC-9 항공기를 김포국제공항에 취항함으로써 한국 최초의 제트 여객기시대를 개막하게 되었다. 대한항공공사는 누적적자와 재정난으로 1969년 한진그룹에 인수되었고 동시에 명칭이 대한항공으로 변경되었다. 대한항공공사는 1969년 한진상사가 인수하여 대한항공으로 개명하고 민영으로 운항되면서 급속한 성장을 보였다. 그리고 이 시기에는 세기항공을 비롯한 부정기 국내선 업체가 난립하였으나, 1969년 경기도 안성에서 이 회사 소속 비행기가 추락하는 사고를 계기로 부정기 국내선 업체는 다소 수그러들었다. 1988년 제2민간항공사업이 허가됨으로써, 금호그룹의 아시아나항공과 함께 경쟁체제로 바뀌었다. 1996년 12월 말부터 아시아나항공은 모든 국내 노선에서 경쟁사인 대한항공보다 9% 정도 높은 요금을 책정하여 발표했다. 네트워크가 중요한 항공 여객 산업에서 아시아나항공은 대한항공보다 왜소한 항공 네트워크를 갖고 있었기 때문에 상대적 열세에 있었는데, 그나마 요금마저도 비싸져 탑승률은 더욱 하락했다. 이러한 상태는 그 후 2년 가까지 지속되다가 1997년 9월 1일을 기해 대한항공의 국내선 요금 인상으로 마무리되었다. 대한항공은 2007년 기준으로 약 100억 톤의 화물을 처리하였다.

## 공항
인천국제공항과 김포국제공항 등 2015년 기준으로 15개의 공항이 있다. 또한 전국 각지에는 8개의 국제선 공항과 7개의 국내선 공항, 기타 군용 공항인 서울공항을 비롯한 다양한 공항이 건설되어있는데, 이는 국민들의 자유로운 이동에 큰 도움이 되고 있다. 특히 인천국제공항은 세계적으로 유명하며, 규모면에서나 운항 스케줄 면에서나 대한민국의 주요한 국제공항이다.

## 항공사
대한민국 국적을 가진 항공사로는 국내/국제선을 모두 운항하는 대한항공이 있으며, 또 다른 대형 향공사로 아시아나항공이 있다. 저가형 항공사로는 제주항공과 티웨이항공, 에어부산, 진에어가 있다. 대한항공이 가장 크며, 아시아나항공이 그 다음을 잇는다. 그 외, 군산을 본거지로 하는 저가 항공사 이스타항공이 대한민국에 취항중이다.